# Claudia Skoda
Claudia Skoda (* 1943 in Berlin-Steglitz) ist eine deutsche Strickdesignerin und Ikone der Berliner Undergroundszene seit den 1970er Jahren. Sie ist bekannt für ihre spektakulären, avantgardistischen Modenschauen sowie für ihre Zusammenarbeit mit befreundeten Künstlern und Musikern.

## Biografie

### Anfänge in der Fabrikneu in Kreuzberg
Claudia Skoda arbeitete zuerst als Verlagsangestellte und verkaufte nebenbei ihre Strickmode an Freunde und Verwandte. 1975 gründete sie ihr eigenes Modelabel und wurde bekannt für ihre neuartige Stricktechnik, die mit der damals gängigen Auffassung von Strick brach: So setzte Skoda beispielsweise ungewöhnliche Lurex- und Elastan-Garne sowie Materialien wie Bast, Strohhalme oder Kassettenband ein. Sie ist bekannt für ihre außergewöhnlichen, häufig hautengen und nicht selten durchsichtigen Designs. Zu ihren signifikantesten Entwürfen gehören die körperbetonenden, farbenstarken Leggins und Pullover der Kollektion „Jazz“ aus dem Jahr 1978. In ihrer Wohn- und Arbeitsgemeinschaft Fabrikneu in der Zossener Straße in Kreuzberg, in der auch der Schlagzeuger Klaus Krüger (Iggy Pop, Tangerine Dream) und die Malerin Angelik Riemer lebten und arbeiteten, veranstaltete Claudia Skoda ihre ersten Modenschauen, die schnell zu Szeneereignissen avancierten. In der Berliner Lokalpresse fanden die Shows große Beachtung; die Models wurden mit „Popfiguren aus Andy Warhol-Filmen“ und die Fabrikneu mit Warhols Factory verglichen. 1976 schuf der damals noch unbekannte Künstler Martin Kippenberger aus rund 1300 Fotografien von Ulrike Ottinger, Esther Friedman und sich selbst einen Fußboden für Claudia Skoda, der fortan als Catwalk in der Fabrikneu diente. Auch Musik spielte in den Inszenierungen von Claudia Skoda eine zentrale Rolle: ab 1976 begleitete Manuel Göttsching die Shows wiederholt mit seinen Elektrosounds, im Jahr 1977 spielte als Vorband zur „Pablo Picasso“ Modenschau die Punkband The Vibrators. Zu den Zuschauern gehörten u. a. Iggy Pop, David Bowie und Gudrun Gut.

### Modenschauen als Gesamtkunstwerke
Da die Modenschauen in der Fabrikneu immer überfüllt waren, ging Claudia Skoda 1978 mit der Schau „Laufsteg“ zum ersten Mal mit einer multidisziplinären Modenschau im damaligen Ägyptischen Museum (heute: Sammlung Scharf-Gerstenberg) an die Öffentlichkeit. Skoda verstand ihre Modenschauen als Theaterperformances: die Körpersprache der Models, ungewöhnliche Settings und sorgfältig ausgewählte Musik sollten magische, surrealistische Atmosphären entstehen lassen. Zu den bekanntesten Modenschauen von Claudia Skoda gehört „Big Birds“ in der Alten Kongresshalle (heute: Haus der Kulturen der Welt) 1979. Für dieses Event hatte Claudia Skoda zuvor ihre Models in den Zoologischen Garten geschickt, um das Verhalten von Vögeln zu studieren und nachzuahmen. Die Performer waren durch einen Zaun vom Publikum getrennt. Unter der Decke turnten Luciano Castelli und Salomé fast nackt und am ganzen Körper wie Vögel bemalt auf einem Hochtrapez. Untermalt wurde es durch Beats von Manuel Göttsching. Auch die Schauen „Trommelfeuer“ (1982 im Martin-Gropius-Bau) und „Veits Fights“ (1983 im Hauptgebäude der Technischen Universität) gestalteten sich als expressive Gesamtkunstwerk-Events.

### Laden in SoHo, New York
Nachdem David Bowie Claudia Skoda dazu geraten hatte, auch international ihre Mode zu verkaufen – „Du musst raus, Claudia, deine Mode ist ein bisschen mehr als Berlin!“ – eröffnete sie einen ersten Laden in SoHo, New York, unweit von Vivienne Westwood, Comme des Garçons und anderen angesagten Designern. Produziert wurde jedoch weiterhin in Berlin. Auch in New York veranstaltete Claudia Skoda zwei Modenschauen: Die „Berlin Nights of Industrial Decadence“ 1983 in der Danceteria und „Masterpieces“ 1986 im Palladium. Bei den „Masterpieces“ handelte es sich um Entwürfe der Künstler Salomé, Anne Jud, Luciano Castelli und Rainer Fetting, welche Claudia Skoda alle in Strick als Pullover und (im Falle von Anne Jud) als Kleid umgesetzt hat.

### Rückkehr nach Berlin
Als West-Berlin im Jahr 1988 Europäische Kulturstadt wurde, erhielt Claudia Skoda vom Senat den Auftrag, die Eröffnungsgala zu organisieren. Hierzu lud sie zu ihrer Show „Dressater“ sieben Designer aus sieben Ländern nach Berlin ein. Unter dem Motto „dressed to thrill“ moderierte der Travestiekünstler Joey Arias durch einen Abend voller „Musik, Film, Video, Tanz, Malerei, Oper, Performance“. In Interviews betonte Claudia Skoda, dass sie sich mit dem Mauerfall ein Jahr später entschied, in Berlin zu bleiben: „Wenn die Wende nicht gekommen wäre, wäre ich nach New York zurückgegangen. Aber da ich Berlinerin war, dachte ich, in so einer Situation kann ich nicht weggehen, und habe einen Laden am Ku’damm aufgemacht.“ Diesen Laden am Kurfürstendamm ließ Claudia Skoda von dem Designer Marc Newson gestalten. Es folgten Läden auf der Linienstraße, der Alten Schönhauser Straße und der Mulackstraße. Bis heute gehören viele Prominente zu Claudia Skodas Kundenkreis, wie beispielsweise Cate Blanchett, Milla Jovovich und Ridley Scott. Im April 2021 eröffnete die Kunstbibliothek am Kulturforum in Berlin eine große Ausstellung zu Claudia Skoda mit dem Namen Claudia Skoda. Dressed to Thrill.

## Weitere Aktivitäten

### Musik
Als Die Dominas nahmen Rosie Müller und Claudia Skoda 1981 die EP I bin a Domina auf. Skoda gründete dafür ihr eigenes Label Fabrikneu. Gemischt wurde das Stück von Manuel Göttsching; Ralf Hütter und Karl Bartos von der Band Kraftwerk gestalteten das Cover.

### Film
Für Ulrike Ottinger gestaltete Claudia Skoda Kostüme und spielte auch selbst in Ottingers Film Madame X – Eine absolute Herrscherin (1977) mit. 1984 spielte Claudia Skoda auch im Film Zagarbata von Tabea Blumenschein mit.